# Dimitar Kuzmanov
Dimitar Kuzmanov (en búlgaro: Димитър Кузманов) es un tenista profesional de Bulgaria, nacido en la ciudad de Plovdiv el 28 de julio de 1993; es el actual número 2 búlgaro en el ranking de singles ATP.

## Carrera
Su ranking de individuales más alto fue el No. 218, mientras que su mejor ranking de dobles fue el No. 438.
Kuzmanov es un jugador del Club de Tenis Lokomotiv Plovdiv y es entrenado por el extenista búlgaro Stefan Rangelov y por la extenista del equipo de la Copa Fed de Bulgaria y actual capitana Dora Rangelova. En 2011 fue invitado a jugar para el equipo de Copa Davis de Bulgaria.
No ha logrado hasta el momento títulos de la categoría ATP, si en la ATP Challenger Tour.

## Títulos ATP Challenger (3; 3+0)

### Individual (3)
| N.º | Fecha                 | Torneo         | Superficie    | Oponente en la final | Resultado |
| --- | --------------------- | -------------- | ------------- | -------------------- | --------- |
| 1.  | 10 de octubre de 2021 | Barcelona      | Tierra batida | Hugo Gaston          | 6-3, 6-0  |
| 2.  | 21 de julio de 2024   | Astana         | Dura          | Saba Purtseladze     | 6-4, 6-3  |
| 3.  | 16 de marzo de 2025   | Hersonissos II | Dura          | Federico Cinà        | 6-4, 6-2  |